# Гаммонд (Луїзіана)
Гаммонд (англ. Hammond) — місто (англ. city) в США, в окрузі Танґіпаоа штату Луїзіана. Населення — 19 584 особи (2020).

## Географія
Гаммонд розташований за координатами 30°30′20″ пн. ш. 90°27′23″ зх. д. / 30.50556° пн. ш. 90.45639° зх. д. (30.505650, -90.456493). За даними Бюро перепису населення США в 2010 році місто мало площу 36,30 км², з яких 36,29 км² — суходіл та 0,01 км² — водойми.

## Демографія
Згідно з переписом 2010 року, у місті мешкало 20 019 осіб у 7194 домогосподарствах у складі 4090 родин. Густота населення становила 551 особа/км². Було 8059 помешкань (222/км²).
Расовий склад населення:
| - 48,6 % — білих - 47,5 % — чорних або афроамериканців - 1,5 % — азіатів - 0,2 % — корінних американців - 0,1 % — вихідців з тихоокеанських островів - 1,0 % — осіб інших рас |

До двох чи більше рас належало 1,1 %. Частка іспаномовних становила 3,3 % від усіх жителів.
За віковим діапазоном населення розподілялося таким чином: 21,3 % — особи молодші 18 років, 67,1 % — особи у віці 18—64 років, 11,6 % — особи у віці 65 років та старші. Медіана віку мешканця становила 27,3 року. На 100 осіб жіночої статі у місті припадало 85,8 чоловіків; на 100 жінок у віці від 18 років та старших — 80,9 чоловіків також старших 18 років.
Середній дохід на одне домашнє господарство становив 50 636 доларів США (медіана — 31 694), а середній дохід на одну сім'ю — 62 809 доларів (медіана — 47 886). Медіана доходів становила 40 840 доларів для чоловіків та 28 427 доларів для жінок. За межею бідності перебувало 31,5 % осіб, у тому числі 45,7 % дітей у віці до 18 років та 9,6 % осіб у віці 65 років та старших.
Цивільне працевлаштоване населення становило 8624 особи. Основні галузі зайнятості: освіта, охорона здоров'я та соціальна допомога — 32,7 %, мистецтво, розваги та відпочинок — 17,1 %, роздрібна торгівля — 13,0 %.